# The Outsider (film 1931)
The Outsider è un film del 1931 diretto da Harry Lachman. Tratto da un lavoro teatrale di Dorothy Brandon, fu adattato per lo schermo dallo stesso regista che firma la sceneggiatura insieme ad Alma Reville.

## Produzione
Il film fu prodotto dalla British International Pictures (BIP).

## Distribuzione
Distribuito dalla Metro-Goldwyn-Mayer (MGM), il film venne presentato in prima a Londra il 20 aprile 1931. Negli Stati Uniti, uscì nelle sale il 20 gennaio 1933.